# Thomas Denman Ledward
Thomas Denman Ledward († 1789/90 auf See) war ein britischer Arzt und Seemann und von 1787 bis 1789 zuerst der assistierende und schließlich der amtierende Schiffsarzt des durch die Meuterei bekannt gewordenen Segelschiffs Bounty. Er war ein Neffe mütterlicherseits des Mediziners Thomas Denman des Älteren (1733–1815) und Cousin ersten Grades des Juristen Thomas Denman des Jüngeren (1779–1864).

## Leben
Ledward diente als Assistenzarzt (Surgeon’s Mate) auf der HMS Nymphe (Capt. Albemarle Bertie), bevor er am 4. Dezember 1788 auf die HMS Bounty versetzt wurde. Diese Abberufung geschah auf Drängen des Kommandanten Lt. William Bligh, der mit dem ihm zugewiesenen Schiffsarzt Dr. Thomas Huggan unzufrieden war, da er ihn wegen dessen Korpulenz und allgemeinen gesundheitlichen Zustandes für die anstehende Reise für ungeeignet hielt. Weil für die Bounty ein Assistenzarzt als Planposten nicht vorgesehen war, musste sich Ledward am 6. Dezember 1788 als einfacher Matrose (Able Seaman) in ihre Musterungsrolle eintragen, als sie im Spithead vor Portsmouth vor Anker lag. Allerdings erhielt er von Bligh die Zusage, mit dem Sold eines Maats ausgezahlt zu werden, und er erhielt eine Hängematte in der Koje mittschiffs an der Steuerbordseite. Außerdem würde er auf den Posten des Schiffsarztes aufrücken, sollte Huggan während der Fahrt sterben, wofür laut Ledward eine große Wahrscheinlichkeit bestand, da sein Vorgesetzter als Trinker bekannt war („he has the character of a drunkard“). In der Musterrolle der Bounty ist Ledward der letzte Eintrag, bevor das Schiff am 23. Dezember 1787 zu ihrer Mission, die Brotfrucht von Tahiti nach Jamaika zu transportieren, in See stach.
Einschließlich eines Briefes, geschrieben in Portsmouth, hatte Ledward während der Fahrt nach Tahiti weitere Korrespondenz an seine Familie adressieren können. Nach einem auf Teneriffa geschriebenen Brief folgten zwei weitere, die während der Ankerzeit in der False Bay nach der gescheiterten Umrundung des Kap Horn geschrieben wurden. Bis dahin hatte er auch ein persönliches Reisetagebuch (Journal) geführt, doch dessen Weiterführung eingestellt, da Bligh nach ihrer Rückkehr unter der Schirmherrschaft der Admiralität einen akkuraten Bericht über die Reise zu veröffentlichen beabsichtigte, bevor dazu alternative Berichte verbreitet werden könnten. Da Ledward inzwischen die Freundschaft des Kommandanten genoss, war er sich sicher, darin positiv gewürdigt zu werden, als Empfehlung für zukünftige Beförderungen. Tatsächlich aber gehörte er zu den unauffälligsten Besatzungsmitgliedern, die in den überlieferten Aufzeichnungen, Erzählungen und Aussagen zu dieser Fahrt nur selten namentlich in Erscheinung treten.
Als auf Tahiti Dr. Huggan am 9. Dezember 1788 verstarb, wurde Ledward wie versprochen der neue Schiffsarzt. Für fünf Pfund ersteigerte er bei Bligh die Medizinkiste seines Vorgängers und dessen medizinische Instrumente erwarb er für deren Kaufpreis. In allen Augenzeugenberichten zu der in den Morgenstunden des 28. April 1789 stattfindenden Meuterei wird Ledward mit keinem Wort erwähnt. Wie die meisten Angehörigen der Schiffsführung hielt er sich offenbar die ganze Zeit unter Deck auf. Mit siebzehn weiteren loyalen Seemännern wurde er mit Bligh ausgesetzt und bestritt die fast eineinhalb Monate dauernde Fahrt auf der Barkasse nach Kupang. Ihm war es gelungen, einige persönliche Habseligkeiten und auch einen Teil des Nachlasses von Huggan auf die Barkasse mitzunehmen.
Während der Passage der Arafurasee erkrankten Ledward und der Segelmacher Lawrence Lebogue derart schwer, dass Bligh um ihr Leben fürchtete. Auch nach der Ankunft in Kupang am 14. Juni blieb Ledward in einem kritischen Zustand, von dem er sich erst nach sechs Wochen soweit erholt hatte, um wieder auf beiden Beinen stehen zu können. In der Barkasse hatte ihn Bligh zu seinen loyalsten Untergebenen gezählt, doch scheint dieses Verhältnis danach Schaden genommen zu haben. In Surabaya auf Java zog Ledward die Ungnade Blighs auf sich, als dieser von einem niederländischen Beamten vernehmen musste, dass einige seiner Männer im betrunkenen Zustand gefordert haben, ihn nach Ankunft in England entweder hängen oder vor die Mündung einer Kanone binden zu lassen. Daraufhin verlangte Bligh von Ledward, Bootsmann William Cole und Fähnrich John Hallett („these wretches“) am 16. September in einer eidesstattlichen Aussage gegenüber den niederländischen Autoritäten ihre Beschwerden gegen ihn anzuführen, doch attestierten sie ihm weder ein Fehlverhalten noch eine Mitverantwortung an der Meuterei. Nach ihrer Ankunft in Batavia am 1. Oktober verfasste Ledward hier am 12. Oktober einen Brief an seinen Onkel, indem er ihn über seine Situation informierte. Auf eine detaillierte Beschreibung der Meuterei verzichtete er, da er Aussagen dazu erst in England und wohl unter juristischer Beratung tätigen wollte. Von Bligh wurde er erpresst, ihn zum testamentarischen Erben seines persönlichen Besitzes im Falle seines Todes einzusetzen. Nur so konnte Ledward die Auszahlung seiner Besoldung erreichen, mit der er die Heuer für eine Passage auf einem holländischen Schiff aufbringen konnte. Bligh trat am 16. Oktober die Heimreise an.
Ein Vermerk zu seinem Eintrag in der Musterrolle gibt Auskunft, dass Ledward am 17. November an Bord des Schiffes Rotterdams Welfare gegangen ist, mit der abschließenden Frage nach seinem weiteren Verbleib („What became of him?“). Das Schiff der niederländischen Ostindien-Kompanie Rotterdams Welvaren (Capt. Willem Jakob Rudde) legte tatsächlich am 18. November 1789 von Batavia ab und ist während der Passage zum Kap der Guten Hoffnung mit allen Passagieren verloren gegangen.

## Erlebnisberichte
- Bligh, William, A voyage to the South sea, undertaken by command of His Majesty, for the purpose of conveying the bread-fruit tree to the West Indies, in His Majesty’s ship the Bounty, commanded by Lieutenant William Bligh. London 1792.
- Morrison, James, Mutiny and Aftermath: James Morrison’s Account of the Mutiny on the Bounty and the Island of Tahiti. Hrsg. von Vanessa Smith, Nicholas Thomas. University of Hawaiʻi Press 2013.
- Zu Ledwards Briefen siehe: Notes and Queries: A Medium of Intercommunication for Literary Men, General Readers, ect., 9th Series, Vol. XII, 1903, S. 501–502.